# Gaston Thorn
Gaston Edmont Thorn GCC • GCIH • GCM (Cidade do Luxemburgo, 3 de Setembro 1928 - 26 de Agosto de 2007) foi um político luxemburguês que foi primeiro-ministro do seu país e presidente da Comissão Europeia.

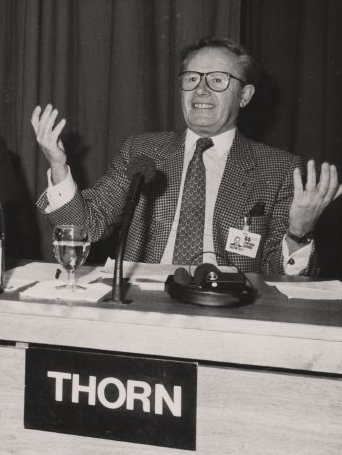
Gaston Thorn no World Economic Forum Annual Meeting de 1986

Durante o seu mandato de presidente da Comissão Europeia, a antiga Comunidade Europeia registou a entrada da Grécia (1981) e em 1985 terminaram as negociações para a adesão de Portugal e Espanha, que entraram formalmente em 1986.
A 21 de Março de 1970 foi agraciado com a Grã-Cruz da Ordem Militar de Nosso Senhor Jesus Cristo, a 27 de Abril de 1982 com a Grã-Cruz da Ordem do Infante D. Henrique e a 31 de Outubro de 1987 com a Grã-Cruz da Ordem do Mérito de Portugal.